# 禀赋效应
禀赋效应 或厌恶剥夺（英語：Endowment effect），形容当一个人拥有某项物品或资产的时候，他对该物品或资产的价值评估要大于没有拥有这项物品或资产的时候。
这一现象常常用于行为經濟学的分析中，并与损失厌恶的理论相联系。由于禀赋效应，人们在决策过程中，往往会产生偏见，导致对于规避风险的考虑远远大于对于追逐利益的考虑，因此人们在出卖物品或资产时，往往索价要比其本身更高的价值。

## 實驗
經濟學家李斯特（John List）曾經進行過關於稟賦效應的實驗。實驗中，工作人員把參加者隨機分成兩組：
（i）一組在完成問卷後，得到一隻咖啡杯作為「禮物」。
（ii）而另一組完成問卷後，得到一盒巧克力作為「禮物」。兩者為同等價值。
當他們收到「禮物」後，工作人員便告訴兩組參加者其實可以選擇巧克力或咖啡杯作為「禮物」，詢問他們會否交互。而因為參加者為隨機分配，所以統計學上應該有大概一半的參加者選擇交互。
而結果是：只有一成的參加者選擇交互，換句話說，
（i）得到咖啡杯的人中有大部份人認為咖啡杯較好；
（ii）而得到巧克力的人中有大部份人認為巧克力較好。
從而，心理學家推斷出：人類傾向於喜歡自己擁有的東西，當我們產生擁有一件東西的感覺後，該東西的價值也會在我們心中相應地提升。

## 電玩遊戲
- 在遊戲相關提供客製化的服務，讓玩家自行組裝自己的人物或是世界，藉由獲得個人的獨特經驗，讓玩家更加沉浸於遊戲中。